# Terres défrichées
Les Terres défrichées (en russe Поднятая целина) est un roman de l'écrivain soviétique Mikhaïl Cholokhov (1932-1960).  Écrite en deux ans, la première partie du livre a été publiée en 1932. Les matériaux de la seconde partie se sont accumulés pendant onze ans avant que n'en soient, à partir de 1943, publiés des fragments de l'ouvrage qui ne sera achevé qu'à la fin de 1959, et recevra le prix Lénine en 1963. 

## Résumé

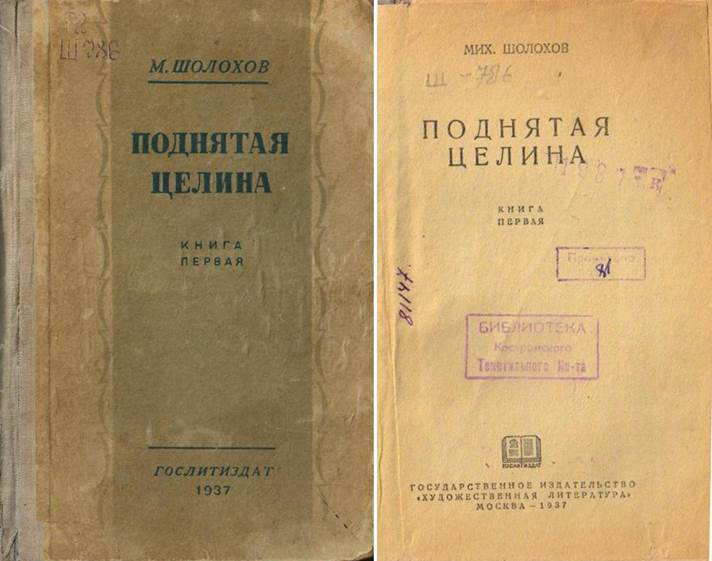
La couverture du roman. 1937

En 1928, Mikhaïl Cholokhov publie le premier tome de ce qui sera son œuvre majeure, Le Don paisible. Il s'agit d’un roman sous forme d'épopée qui dépeint la vie dans la région du Don au cours de la période de la Première Guerre mondiale et de la Guerre civile. Le roman, qui comprend quatre tomes, est centré sur le personnage de Grigori Melekhov, jeune officier cosaque.
Mikhaïl Cholokhov entame la publication de son second grand cycle romanesque en 1932. Intitulé Terres défrichées (Podnyataya tselina), il raconte la collectivisation des terres agricoles du Don à partir de 1930. Or, un problème survient peu après la publication du premier volume, soit la famine majeure de l’hiver 1932-1933 qui résulte de la collectivisation forcée et causera des millions de morts. Cholokhov écrit une lettre à Staline en 1933 pour dénoncer les violences commises contre les paysans et pour demander l'envoi de nourriture dans sa région pour contrer les pires effets de la famine. En 1937, il proteste contre les arrestations massives qui ont lieu dans sa région. Ces prises de position lui valent contre lui l'ouverture d'une enquête par le NKVD qui ne prend fin que par l'intervention de Staline en personne. Par la suite, Cholokhov sera toujours des plus dociles, suivant tous les oukases du régime. 
La seconde partie de Terres défrichées ne verra le jour qu’en 1960, et sera remarquable par ce qu'elle tait : la résistance des paysans à la collectivisation, la terreur imposée contre eux, et la famine qui s'ensuit. Quelques semaines après sa sortie, le roman vaut à son auteur le Prix Lénine, la plus haute distinction littéraire soviétique, et le livre devient une lecture quasi-obligatoire pour les dirigeants de sovkhozes et kolkhozes.

## Œuvres inspirées duDon paisible

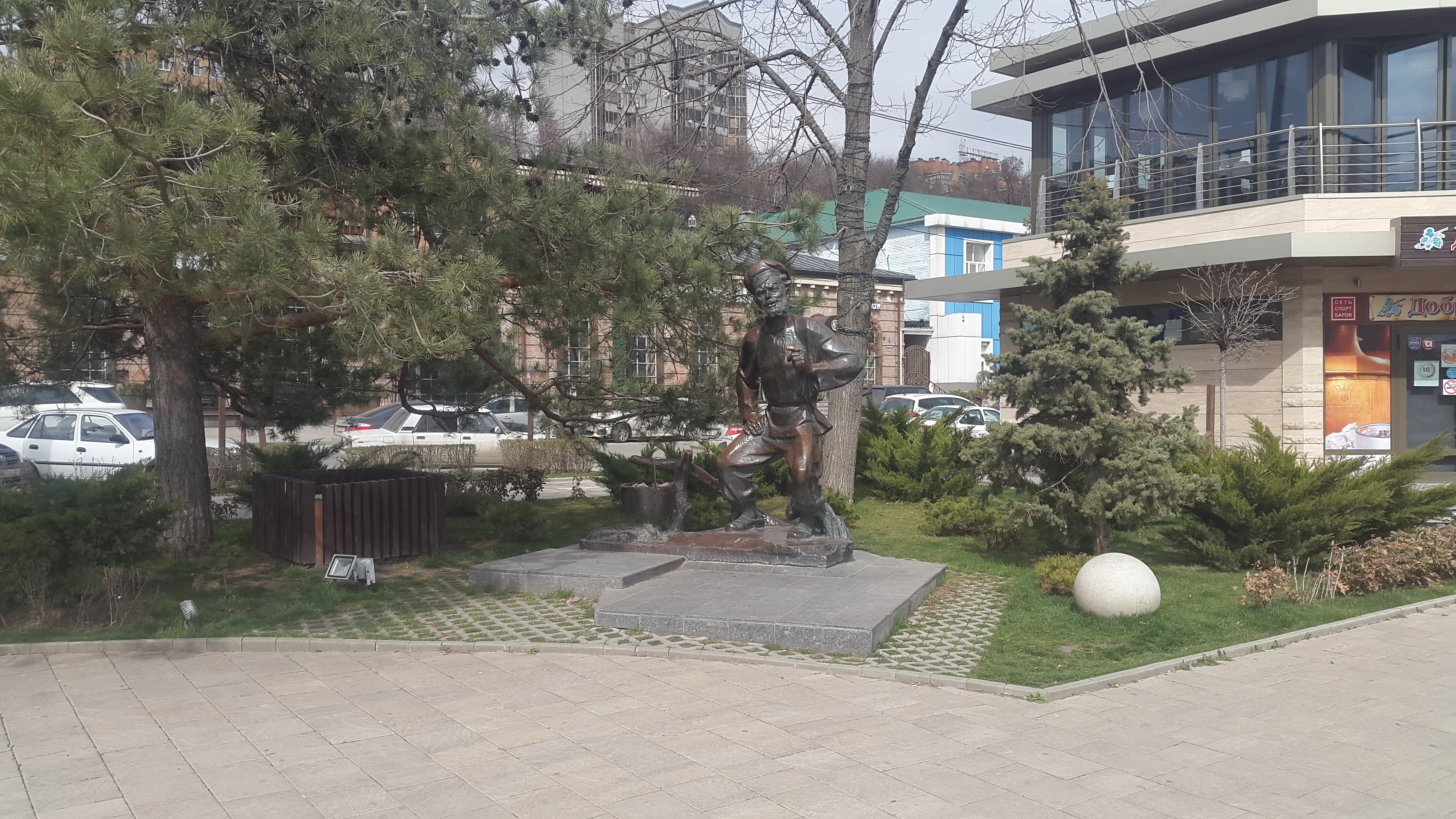
Le grand-père Chtchoukar

### Opéra
En 1937, le roman (alors inachevé) de Cholokhov a inspiré à Ivan Dzerjinski Les Terres défrichees .

### Cinéma
Le roman a inspiré plusieurs adaptations cinématographiques.
- Terres défrichées (film) (ru) par Youli Raizman en 1939.
- Terres défrichées (film, 1959-1961) (ru) par Aleksandr Gavrilovitch Ivanov (ru).

### Sculpture
Sur une rive du Don, à Rostov-sur-le-Don, une sculpture représente le grand-père Chtchoukar, un personnage du roman.